# Jerzy Hausleber
Jerzy Karol Hausleber Roszezewska (* 1. August 1930 in Wilno, Polen; † 13. März 2014 in Mexiko-Stadt, Mexiko) war als Nationaltrainer der Geher Mexikos einer der erfolgreichsten Gehertrainer der Welt, dessen Athleten neun Medaillen bei Olympischen Spielen gewannen.

## Leben
Bereits mit 14 Jahren schloss sich Hausleber der polnischen Heimatarmee im Zweiten Weltkrieg an. Er optierte damit für die Nationalität seiner Mutter und gegen die Nationalität des Vaters. Er war bereits 1952 als Geher im polnischen National-Kader, aber er gewann erst 1954 und 1955 über 10 km und 1955 über 30 km sowie 1959 über 20 km polnische Meisterschaften. Während der sportlichen Karriere absolvierte er ein Sportstudium in Danzig. Bei den Leichtathletik-Europameisterschaften 1958 in Stockholm wurde er 12. über 20 km. 1959 beendete er seine aktive Karriere und qualifizierte sich als Gehertrainer. 
Im Rahmen eines von Tomasz Lempart initiierten Austauschprogrammes (die polnischen Mannschaften wurden bei den Vorolympischen Spielen 1964–1967 kostenlos untergebracht und verpflegt, dafür bekam Mexiko für ein Taschengeld qualifizierte Trainer) war Hausleber 1966 bereit, für 30 Monate nach Mexiko zu gehen – er blieb für den Rest seines Lebens und machte aus einem Land ohne Wettkampfgehertradition die führende Nation der westlichen Hemisphäre.
Er führte die Trainingsmethoden des Ostblocks ein, verwendete geschickt die Prinzipien der Periodisierung des sportlichen Trainings, nutzte die Möglichkeiten des Höhentrainings aus, trainierte regelmäßig in Toluca de Lerdo (= 2800 m) und führte Trainingslager am Titicacasee (= 3900 m) durch. Seine Athleten gewannen drei Goldmedaillen, vier Silbermedaillen und zwei Bronzemedaillen bei Olympischen Spielen. Seine erfolgreichsten Sportler waren: José Pedraza Zúñiga (México 1968), Daniel Bautista Rocha (Montreal 1976), Ernesto Canto, ”El Matemático” (Los Ángeles 1984), Carlos Mercenario (Barcelona 1992), Bernardo Segura (Atlanta 1996), Joel Sánchez Guerrero  und Noé Hernández (Sidney 2000).
Seine Geher stellten 15 Landesrekorde über 20 km und 50 km auf und feierten 118 Siege bei großen internationalen Wettkämpfen. Die Hausleber-Schule hat sich in Mexiko durchgesetzt. Auch nach seinem formalen Rücktritt 2005 wurden die Erfolge fortgesetzt.
1993 bekam er vom Präsidenten der Republik Mexiko den Orden vom Aztekischen Adler, die höchste Auszeichnung für Ausländer, verliehen. Sofort anschließend bekam er seine Einbürgerung als Mexikaner. Das Auditorium der mexikanischen Trainerschule (Escuela Nacional de Entrenadores Deportivos) wurde nach ihm benannt. 1995 und 2011 wurde ihm der Nationalpreis des Sports (Premio Nacional de Deportes de México) verliehen, der mit einem Preisgeld von jeweils mehr als 50.000 EUR verbunden ist.